# Накамура, Эйити
Эйити Накамура (яп. 中村 英一; 1909, Киото — 27 мая 1945) — японский хоккеист на траве, полузащитник. Серебряный призёр летних Олимпийских игр 1932 года.

## Биография
Эйити Накамура родился в 1909 году в японской префектуре Киото.
Учился в университете Кэйо в Токио, играл в хоккей на траве за его команду.
В 1932 году вошёл в состав сборной Японии по хоккею на траве на летних Олимпийских играх в Лос-Анджелесе и завоевал серебряную медаль. Играл на позиции полузащитника, провёл 2 матча, мячей не забивал.
Погиб 27 мая 1945 года в бою во время Второй мировой войны.